# Breathe (Felix-Jaehn-Album)
Breathe (englisch für „Atmen“) ist das zweite Studioalbum des deutschen DJs Felix Jaehn.

## Inhalt
| #  | Titel                                                  | Autor(en) | Produzent(en)                                                      | Länge |
| -- | ------------------------------------------------------ | --- | ------------------------------------------------------------------ | ----- |
| 1  | Breathe (demo) (feat. Miss Li)                         | Felix Jaehn, Vitali Zestovskih, Linda Karlsson, Mark Becker, Sonny Karlsson | Felix Jaehn, Vitali Zestovskih                                     | 1:54  |
| 2  | Close Your Eyes (mit Vize feat. Miss Li)               | Felix Jaehn, Vitali Zestovskih, Linda Karlsson, Vincent Kottkamp, Sonny Gustavsson | Felix Jaehn, Vitali Zestovskih, Vincent Kottkamp, Johannes Bieniek | 2:39  |
| 3  | I Got a Feeling (feat. Robin Schulz & Georgia Ku)      | Dennis Bierbrodt, Jürgen Dohr, Guido Kramer, Stefan Dabruck, Ryan Rabin, Ryan McMahon, Felix Jaehn, Daniel Deimann, Georgia Ku, Benjamin Berger                                          | Junkx, Felix Jaehn, Robin Schulz, Christophe Vitorino De Almeida   | 2:24  |
| 4  | Old Me                                                 | Ryan Rabin, Ryan McMahon, Felix Jaehn, Georgia Ku, Benjamin Berger, Christophe Vitorino De Almeida                                                                                       | Junkx, Felix Jaehn                                                 | 3:10  |
| 5  | Happy (feat. Miksu, Macloud, Fourty & Leland)          | Brett McLaughlin, Felix Jaehn, Macloud, Deats, Larzz Principato, Miksu, René Rackwitz | Felix Jaehn, Macloud, Deats, Miksu                                 | 2:28  |
| 6  | Somebody You Like                                      | Hank Solo, Felix Jaehn, Jon Eyden | Hank Solo, Felix Jaehn                                             | 2:32  |
| 7  | Automatic (feat. Jon Eyden)                            | Felix Jaehn, Jon Eyden, Christophe Vitorino De Almeida | Felix Jaehn, Christophe Vitorino De Almeida                        | 3:48  |
| 8  | No Therapy (feat. Nea & Bryn Christopher)              | Bryn Christopher, Hitimpulse, Felix Jaehn, Robbie McDade, Linnea Södahl, Vincent Kottkamp, Christopher James Mears                                                                       | Felix Jaehn, Bloodline                                             | 2:52  |
| 9  | Heard About Me (feat. Dimitri Vegas & Like Mike & Nea) | Curtis Jackson, Bas Veeren, Dimitri Thivaios, Michael Thivaios, Felix Jaehn, Kevin Zuber, Linnea Södahl, Daimy Lotus Lucassen, Aidan Winkels, Brandon Parrot, Davor Lazic, Denuan Porter | Dimitri Vegas, Like Mike, Felix Jaehn                              | 2:15  |
| 10 | One More Time (mit Robin Schulz feat. Alida)           | Dennis Bierbrodt, Jürgen Dohr, Guido Kramer, Stefan Dabruck, Kristoffer Tømmerbakke, Felix Jaehn, Robin Schulz, Daniel Deimann, Erik Smaaland, Alida Garpestad Peck                      | Junkx, Robin Schulz                                                | 3:19  |
| 11 | So Close (mit NOTD feat. Georgia Ku & Captain Cuts)    | Ryan Rabin, Ryan McMahon, Ben Berger, Felix Jaehn, Georgia Ku, Magnus Tobias Mikael Danielsson, Samuel Brandt                                                                            | Captain Cuts, Felix Jaehn, NOTD                                    | 3:10  |
| 12 | Without You (mit Mike Williams feat. Jordan Shaw)      | Felix Jaehn, Sean McDonagh, Dom Liu, Mike Willemsen, Jordan Shaw, Conor Blake | Felix Jaehn, Mike Williams                                         | 2:30  |
| 13 | Thank You [Not So Bad] (mit Leony & Vize)              | Dido Armstrong, Paul Herman | Felix Jaehn, Vitali Zestovskih                                     | 3:17  |
| 14 | All the Lies (mit Alok & The Vamps)                    | Felix Jaehn, Janee "Jin Jin" Bennett, Alok Petrillo, Mood Melodies, Ohyes, Brad Simpson, Vincent Kottkamp                                                                                | Felix Jaehn, Alok                                                  | 2:59  |
| 15 | Some Say (Felix Jaehn Remix) (mit Nea)                 | |                                                                    | 3:06  |

## Rezensionen
Johannes Jimeno meint bei Laut.de, dass Breathe alles subsumiert, „was an kontemporärer ‚Musik‘ im Radio läuft und trieft vor anbiedernder Massentauglichkeit, so dass einige Tracks in Dorfdiscos sowohl im House- als auch im Schlagerraum Verwendung finden und von Testosteron-Machos mit extrem weitem V-Ausschnitt sowie generischen Alman-Anettes so richtig gefühlt werden“. Zwei Stücke finden jedoch lobende Erwähnung. Diese sind Automatic, das „mit etwas düsteren Zeilen über eine toxische Beziehung und einem sich vornehm zurückhaltenden, leicht exotisch angehauchten Beat“ auftrumpfe und One More Time, das „handwerklich sauber alle Versatzstücke mitsamt gelungener Melodie“ verbindet.
delta radio bescheinigt der Platte „voll lebensbejahender Musik“ zu sein und findet die Lieder auf dem Album „so emotional und persönlich wie noch nie“. Antenne Münster kürte das Album zum Album der Woche und meint, dass „mit ordentlichen Beats bei Breathe durchgeatmet“ wird. Auch der Belgische Rundfunk kürte das Album zum Album der Woche und meint, dass Felix Jaehn „positive Vibes, Happiness und gute Laune“ darauf versprüht. Das Album sei „lebensbejahende tanzbare Musik mit persönlichen, emotionalen und vor allem authentischen Botschaften“.

## Kommerzieller Erfolg

### Chartplatzierungen
Breathe erreichte in Deutschland Rang 23 der Albumcharts und platzierte sich eine Woche in den Top 100. Für Jaehn ist es nach I der zweite Album-Charterfolg in Deutschland.
| ChartsChartplatzierungen | Höchstplatzierung | Wochen |
| ------------------------ | ----------------- | ------ |
| Deutschland (GfK)        | 23 (1 Wo.)        | 1      |

### Auszeichnungen für Musikverkäufe
| Land/Region  | Auszeichnungen für Musikverkäufe (Land/Region, Auszeichnung, Verkäufe) | Verkäufe |
| ------------ | ---------------------------------------------------------------------- | -------- |
| Polen (ZPAV) | Gold                                                                   | 10.000   |
| Insgesamt    | 1× Gold ·                                                              | 10.000   |